# 秋山秀典
秋山 秀典（あきやま ひでのり、1951年 - ）は、日本の工学者。熊本大学大学院自然科学研究科複合新領域科学専攻教授、熊本大学パルスパワー科学研究所所長、21世紀COEプログラム拠点リーダーを務める。専門はプラズマ科学。工学博士(名古屋大学)。

## 略歴
1951年4月2日生まれ。1974年九州工業大学工学部電気工学科卒業後、1979年名古屋大学大学院工学研究科博士課程を修了。同年4月名古屋大学工学部助手、1985年4月熊本大学工学部助教授を経て、1994年8月から熊本大学教授。2013年より熊本大学パルスパワー科学研究所所長を務める。

## 受賞歴
- 2000年 IEEE Fellow
- 2000年 Major Educational Innovation Award (IEEE)
- 2000年 工学教育賞（日本工学教育協会）
- 2003年 IEEE Peter Haas Award
- 2005年 電気学会 上級会員授与

## 特許
- パルスパワーを用いた液体中大容量ストリーマ状放電の生成法(2001-293067)
- 岩盤計測用の弾性波発生方法と装置(2004-138497)
- オゾン発生装置(2004-161509)
- 塗膜除去方法および塗膜除去装置(2005-046759)
- パルスパワー生成衝撃波によるバラスト水処理法(2005-270754)

## 著書
- プラズマ理工学 日刊工業新聞社 (1988年)
- 高電圧パルスパワー工学 森北出版 (1991年)
- 高電圧パルスパワー工学 オーム社 (2003年)
- IT時代の教育プロ養成戦略(共著) 東信堂 (2008年)
- 雷さまの華麗なる技 : 環境を浄化し、がん治療をめざすパルスパワー 熊本日日新聞社 (2010年)